# Estación de Santa Fe y Alhama
Santa Fe y Alhama es una estación de ferrocarril situada en el municipio español de Santa Fe de Mondújar, en la provincia de Almería, comunidad autónoma de Andalucía. El recinto también presta servicio a la cercana población de Alhama de Almería. Antiguamente la estación tuvo una cierta importancia dentro de la red ferroviaria, llegando a contar con un depósito de locomotoras, cochera e incluso una placa giratoria. En la actualidad las instalaciones no disponen de servicio de viajeros, aunque pueden ser utilizadas como apartadero para efectuar cruces entre trenes de viajeros y de mercancías.

## Situación ferroviaria
Las instalaciones se encuentran situadas en el punto kilométrico 229,9 de la línea férrea de ancho ibérico Linares Baeza-Almería, a 232 metros de altitud sobre el nivel del mar. Se halla ubicada entre las estaciones de Fuente Santa y Gádor. El trazado es de vía única y está electrificado.

## Historia

### Los primeros años
Las instalaciones fueron construidas por la Compañía de los Caminos de Hierro del Sur de España como parte del ferrocarril Linares-Almería, que para 1899 ya se encontraba operativo. La estación se construyó entre 1890 y 1893, siendo completada en este año. Hacia 1908 se proyectó un ramal ferroviario que partiría de esta estación a la localidad de Canjáyar, obra que nunca llegó a realizarse. Desde la inauguración de la línea el tramo comprendido entre las estaciones de Gérgal y Santa Fe ofrecía muchos problemas a la circulación de convoyes ferroviarios por la fuerte pendiente que existía. Las locomotoras de vapor no tenían suficiente potencia para el arrastre de los trenes más pesados. Debido a ello, en este punto el tráfico solía quedar congestionado.

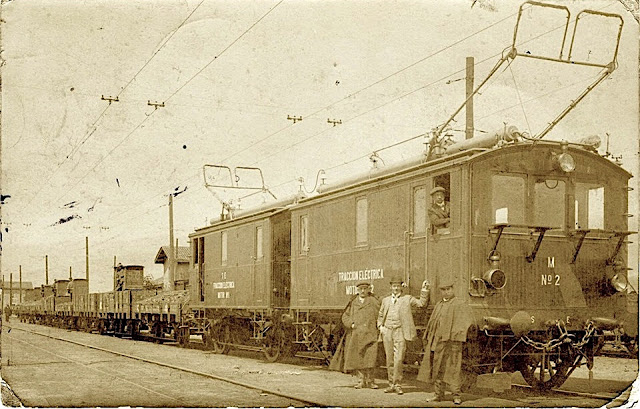
Varias locomotoras eléctricas en la estación de Santa Fe, c. 1912.

Con el fin de solucionar este problema, se optó por electrificar este tramo de la línea para así poder emplear locomotoras eléctricas con mayor potencia. Debido a este hecho, en la estación de Santa Fe se estableció un pequeño depósito de locomotoras de vapor, debido a que en este punto se producía el cambio de tracción eléctrica a vapor para los convoyes ferroviarios que circulaban por este tramo de la línea. Las instalaciones disponían de una pequeña cochera, un puente giratorio y de un depósito de agua. También había una cochera para las locomotoras eléctricas. En 1911 circuló por la estación el primer tren eléctrico de España, para lo cual se construyó una pequeña central térmica bajo el puente contiguo. En torno a la estación se formó un núcleo de población que para 1950 tenía 172 habitantes.
Durante muchos años el principal tráfico de la estación de Santa Fe y Alhama lo constituyeron los trenes mineros procedentes de la zona de Alquife. En 1929 el control de las instalaciones pasó a manos de la Compañía de los Ferrocarriles Andaluces. En 1936, durante la Segunda República, la compañía «Andaluces» fue incautada por el Estado debido a sus problemas económicos, y asignada la gestión de sus infraestructuras a la Compañía Nacional de los Ferrocarriles del Oeste.

### De RENFE a Adif
En 1941, con la nacionalización de toda la red ferroviaria de ancho ibérico, la estación pasó a manos de la empresa estatal RENFE. A partir de la década de 1960 las instalaciones entraron progresivamente en declive y con los años Santa Fe acabaría siendo suprimida como parada de los trenes de pasajeros. Además, la electrificación de la línea acabaría siendo extendida a otros tramos de la línea, por lo que las instalaciones de la zona acabaron perdiendo su funcionalidad original. Desde enero de 2005, con la extinción de RENFE, el ente Adif es el titular de las instalaciones ferroviarias.

## La estación
El recinto se encuentra ubicado al otro lado del río Andarax, junto al denominado barrio de la estación. Su edificio para viajeros, al igual que otros de este tramo de la línea Linares-Almería, está formado por una estructura de planta baja rectangular al que se adosa una torre de dos alturas. Cuenta con dos andenes, uno lateral y otro central al que acceden dos vías. Las instalaciones dispone de hasta cuatro vías: dos de sobrepaso, la vía general y una vía muerta. En las inmediaciones se encuentra ubicada una subestación eléctrica que presta servicio al tendido aéreo de las vías.